# Wacław Tuwalski

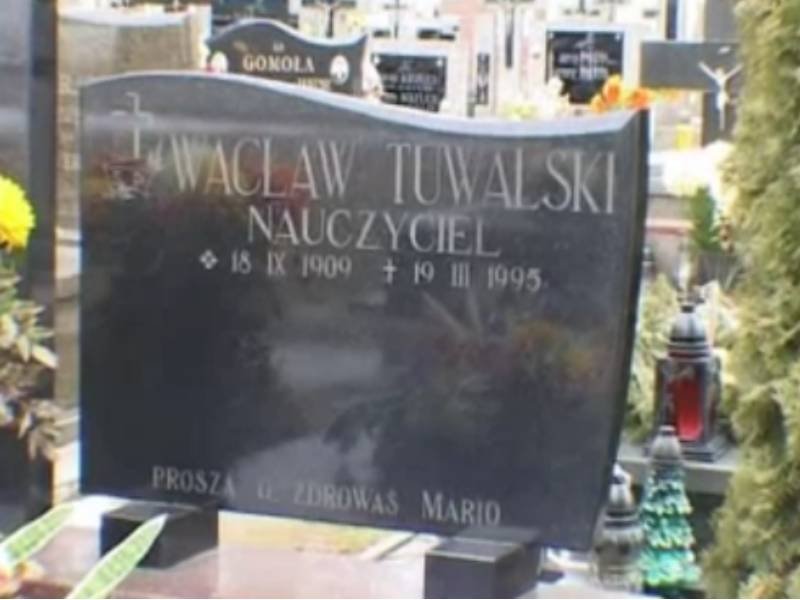
Tablica z grobu Wacława Tuwalskiego na cmentarzu parafialnym w Woli Osowińskiej

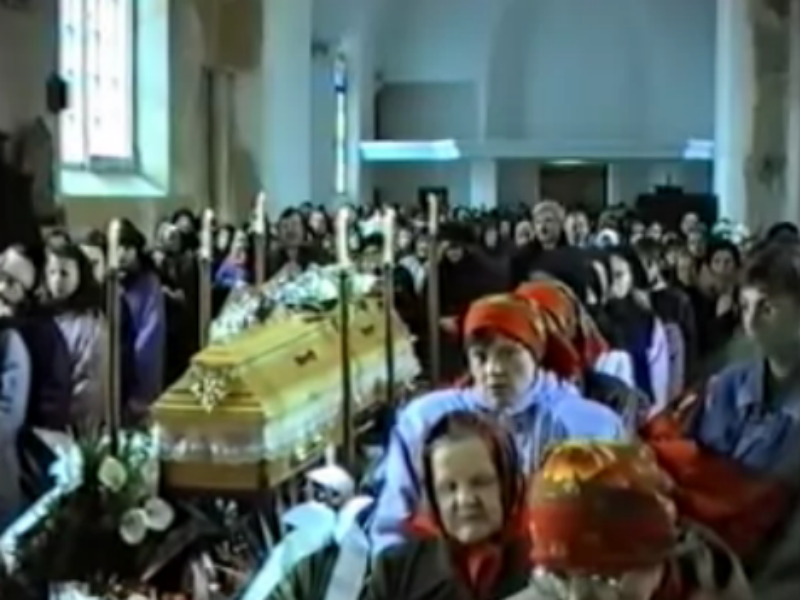
Pogrzeb Wacława Tuwalskiego zgromadził setki ludzi – mieszkańców Woli Osowińskiej i pobliskich miejscowości, a także Pogorzeli i Siennicy, oraz władze samorządowe

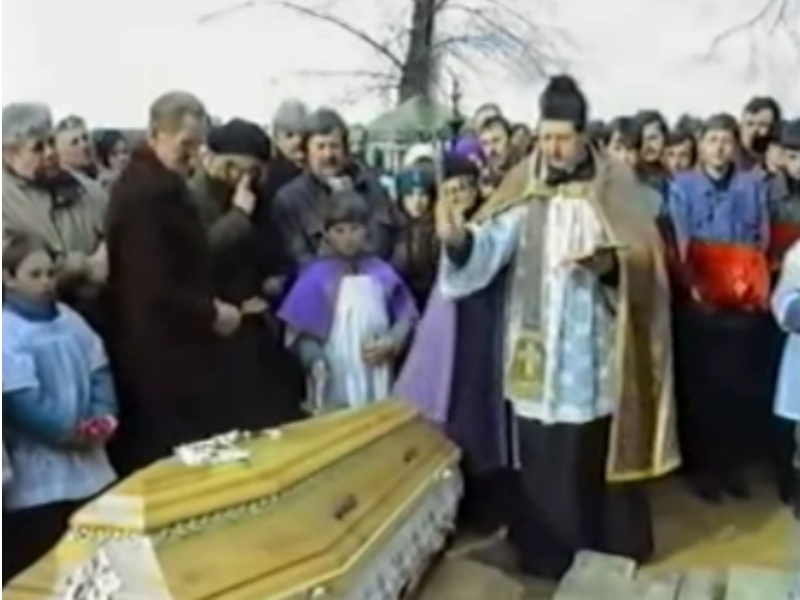
Pogrzeb Wacława Tuwalskiego odbył się 22 marca 1995 w Woli Osowińskiej

Wacław Tuwalski ps. Stefan Pogorzelski (ur. 18 września 1909 w Pogorzeli, zm. 19 marca 1995 w Woli Osowińskiej) – nauczyciel, działacz społeczny, samorządowy i spółdzielczy, komendant obwodu Łuków Okręgu Lublin Batalionów Chłopskich, porucznik.

## Życiorys
Urodził się jako syn Franciszka i Gertrudy. W 1923 rozpoczął 5-letnie Seminarium Nauczycielskie w Siennicy. Od 1928 pracował jako nauczyciel w Szkole Podstawowej w Tchórzewie. w 1932 został przeniesiony do Szkoły Powszechnej w Woli Osowińskiej. Od 1932 został jej kierownikiem, funkcję tę pełnił do 1973 z małymi przerwami. Działał w Centralnym Związku Młodzieży Wiejskiej „Siew”.
Brał udział w kampanii wrześniowej. Po jej zakończeniu włączył się w działalność podziemną. Był komendantem Chłopskiej Organizacji Wolności Racławice w powiecie łukowskim. Od lata 1940 do lipca 1943 był komendantem obwodu Łuków Batalionów Chłopskich. Zdekonspirowany i zagrożony aresztowaniem schronił się w Rzeszowie, gdzie działał w spółdzielczości. Został awansowany do stopnia porucznika.
Po wojnie powrócił do Woli Osowińskiej, działał w ZMW „Siew” i ZNP. Był również aktywny w samorządzie.

## Instytucje powołane z jego inicjatywy
- Spółdzielnia Spożywcza Wolanka, 1946
- Spółdzielnia Zdrowia w Woli Osowińskiej, 1956
- Apteka w Woli Osowińskiej, 1956
- Szkoła Rolnicza w Woli Osowińskiej, 1960
- Towarzystwo Regionalne w Woli Osowińskiej, 1977
- Muzeum Regionalne w Woli Osowińskiej, 1977
- Solidarność Rolników Indywidualnych, lata 80. XX wieku

## Budynki wybudowane z jego inicjatywy
- Szkoła Powszechna w Woli Osowińskiej, obecnie Muzeum Regionalne, 1934
- Spółdzielnia Wolanka, obecnie Sklep GS Sch, 1946
- Spółdzielnia Zdrowia w Woli Osowińskiej, obecnie dom mieszkalny, 1956
- Szkoła Rolnicza w Woli Osowińskiej, obecnie Gminny Ośrodek Kultury, 1960
- Apteka w Woli Osowińskiej, obecnie Apteka, lata 80. XX wieku
- Ośrodek Zdrowia w Woli Osowińskiej, obecnie Ośrodek Zdrowia, lata 80. XX wieku

## Działalność twórcza
Wacław Tuwalski był także aktorem, reżyserem, scenografem. Wystawił m.in. Wesele w Woli Osowińskiej sprzed 100 laty, Balladynę i wiele innych.

## Ordery i odznaczenia
- Krzyż Kawalerski Orderu Odrodzenia Polski
- Krzyż Partyzancki
- Złoty Krzyż Zasługi
- Odznaka za zasługi dla Lubelszczyzny
- Odznaka Zasłużonego Działacza Ruchu Spółdzielczego
- Odznaka 1000-lecia Państwa Polskiego
- Nagroda im. Zygmunta Klukowskiego
- Odznaka „Zasłużony Działacz Kultury”
- Złota Odznaka ZNP
- Złota Honorowa Odznaka ZMW